# Choisy-le-Roi
Choisy-le-Roi és un municipi francès, situat al departament de Val-de-Marne i a la regió de l'Illa de França. L'any 1999 tenia 34.336 habitants.
Forma part del cantó de Choisy-le-Roi i del districte de Créteil. I des del 2016, de la divisió Grand-Orly Seine Bièvre de la Metròpoli del Gran París.